# Ругверо
Ругверо — озеро в Центральной Африке на территории Бурунди и Руанды, граница которых проходит по его северной части. В северной части озера, расположенной в Руанде, берет своё начало река Кагера.

## География
Озеро имеет площадь 100 км², из них в Бурунди находится 80 км², а в Руанде — 20 км². Длина береговой линии — около 76 км. Озеро очень мелкое, имеет среднюю глубину 2,1 м. Точка максимальной глубины озера — 3,9 метра — находится в Бурунди. Река Кагера вытекает из озера и течет на восток вдоль границы Руанды, затем впадает в реку Рувубу.

## Трупы в озере
В августе 2015 года рыбаки, живущие у озера, обнаружили 40 тел, плавающих в водоёме. Тела начали разлагаться, что вызвало серьёзную тревогу у жителей. Бурунди утверждает, что все найденные люди — граждане Руанды и что нет данных о том, как эти люди были убиты. Обе страны заявляют, что эти люди не являются их гражданами. Федеральное бюро расследований Соединенных Штатов занялось этим делом, так как ни одна из стран не захотела провести расследование.